# عرقسوس ثلاثي الأوراق
عرقسوس ثلاثي الأوراق (الاسم العلمي:Glycyrrhiza triphylla) هو نوع من النباتات يتبع جنس العرقسوس من الفصيلة البقولية.